# Peter Stuart
Peter Stuart je americký zpěvák. Narodil se v Glen Head v New Yorku. Studoval na Severozápadní univerzitě, kterou dokončil v roce 1989. Později působil v různých hudebních projektech. Roku 1995 například spolupracoval se skupinou Counting Crows. V té době rovněž založil skupinu Dog's Eye View. V roce 2001 spolupracoval s Richardem Lloydem z kapely Television na jeho sólovém albu The Cover Doesn't Matter. Své první sólové album vydal Stuart v roce 2002 pod názvem Propeller.